# Wyszogród (województwo mazowieckie)

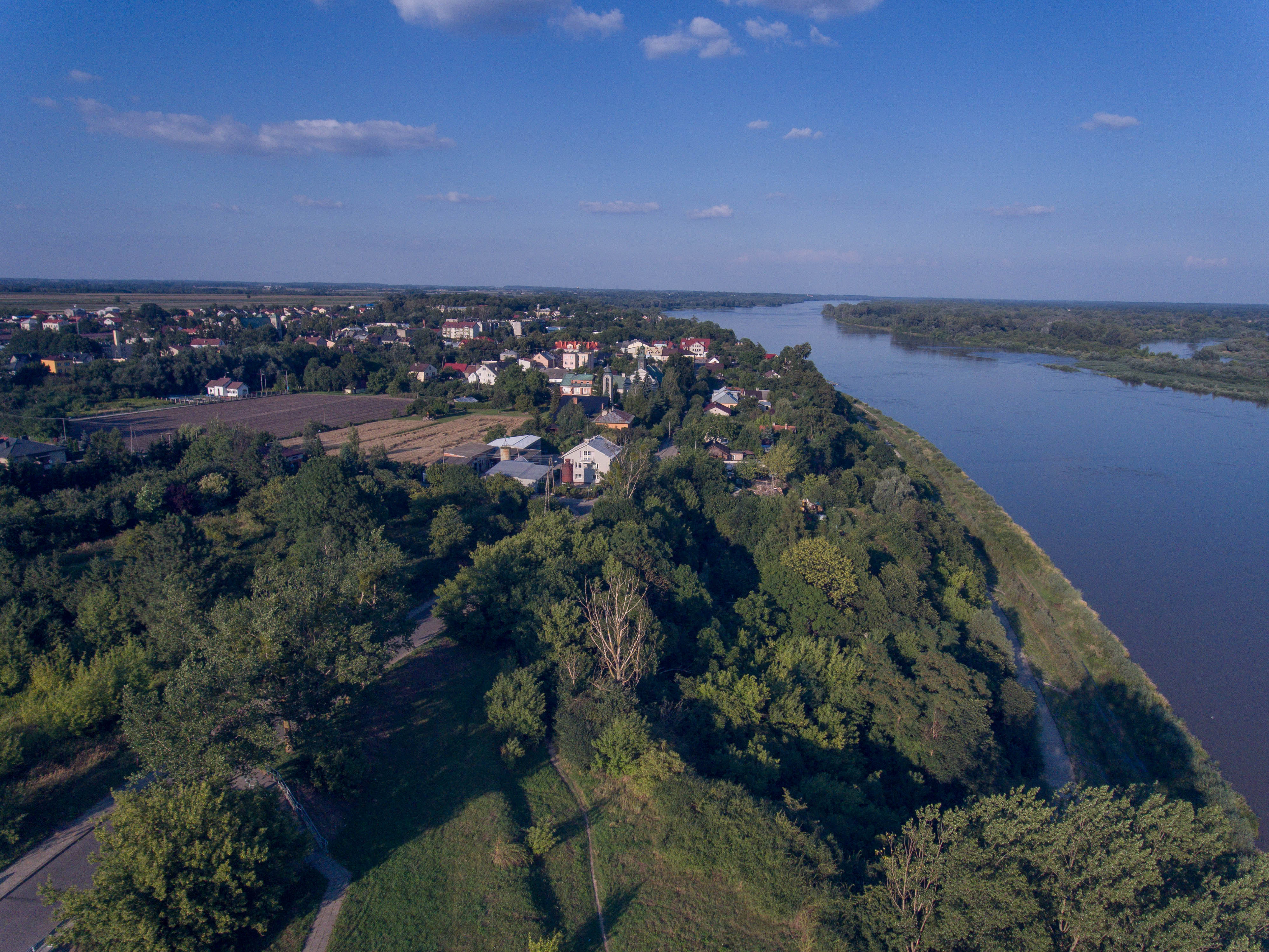
Widok na Wyszogród od strony zachodniej (znad pomnika Bohaterów Bitwy nad Bzurą)

Wyszogród – miasto w Polsce w województwie mazowieckim w powiecie płockim, położone na prawym brzegu Wisły, siedziba gminy miejsko-wiejskiej Wyszogród. W latach 1975–1998 miasto administracyjnie należało do województwa płockiego.
Był miastem królewskim Korony Królestwa Polskiego. Miasto należało do starostwa wyszogrodzkiego w 1617 roku. Miejsce obrad sejmików ziemskich ziemi wyszogrodzkiej od XVI wieku do pierwszej połowy XVIII wieku.
Według Spisu Powszechnego z 2021 r. miasto zamieszkiwało 2427 mieszkańców, a według Spisu Powszechnego z 2011 r. miasto miało 2714 mieszkańców.

## Położenie
Miasto i gmina Wyszogród położone są w środkowo-zachodniej części województwa mazowieckiego w powiecie płockim nad Wisłą i ujściem Bzury. Miasto leży na wysokiej, 30-metrowej skarpie na prawym brzegu Wisły. Geograficznie leży na Wysoczyźnie Mazowieckiej. Wyszogród leży na skrzyżowaniu ważnych tras:
- Droga krajowa nr 62 (Siemiatycze – Wyszków – Płock – Włocławek – Kruszwica – Strzelno),
- Droga krajowa nr 50 (Ostrów Mazowiecka – Grójec – Żyrardów – Ciechanów),

Miasto od czasu wybudowania nowego mostu na Wiśle omija się z boku nowoczesną obwodnicą. Wyszogród liczy niespełna 3 tysiące mieszkańców. Dzięki bliskiemu położeniu dużych ośrodków jest łatwo dostępny komunikacyjnie. Do ważniejszych miast kursują autobusy PKS. Odległości do niektórych miejscowości:
- Warszawa – 70 km
- Płock – 40 km
- Włocławek – 93 km
- Sochaczew – 21 km
- Płońsk – 29 km
- Ciechanów – 61 km

## Nazwa
Nazwa miejscowości wywodząca się ze staropolszczyzny odnosi się do jej wysokiego położenia względem rzeki na Górze Zamkowej oraz oznacza „wysoki gród” składając się z dwóch członów wyse – „wysoki” oraz gród.
Po raz pierwszy miejscowość zanotowana została w najstarszej Kronice polskiej spisanej w latach 1112–1116 przez Galla Anonima, gdzie wspomniana jest pod łacińską nazwą castellum Wysegrad (pol. gród Wyszegrad).

## Historia Wyszogrodu

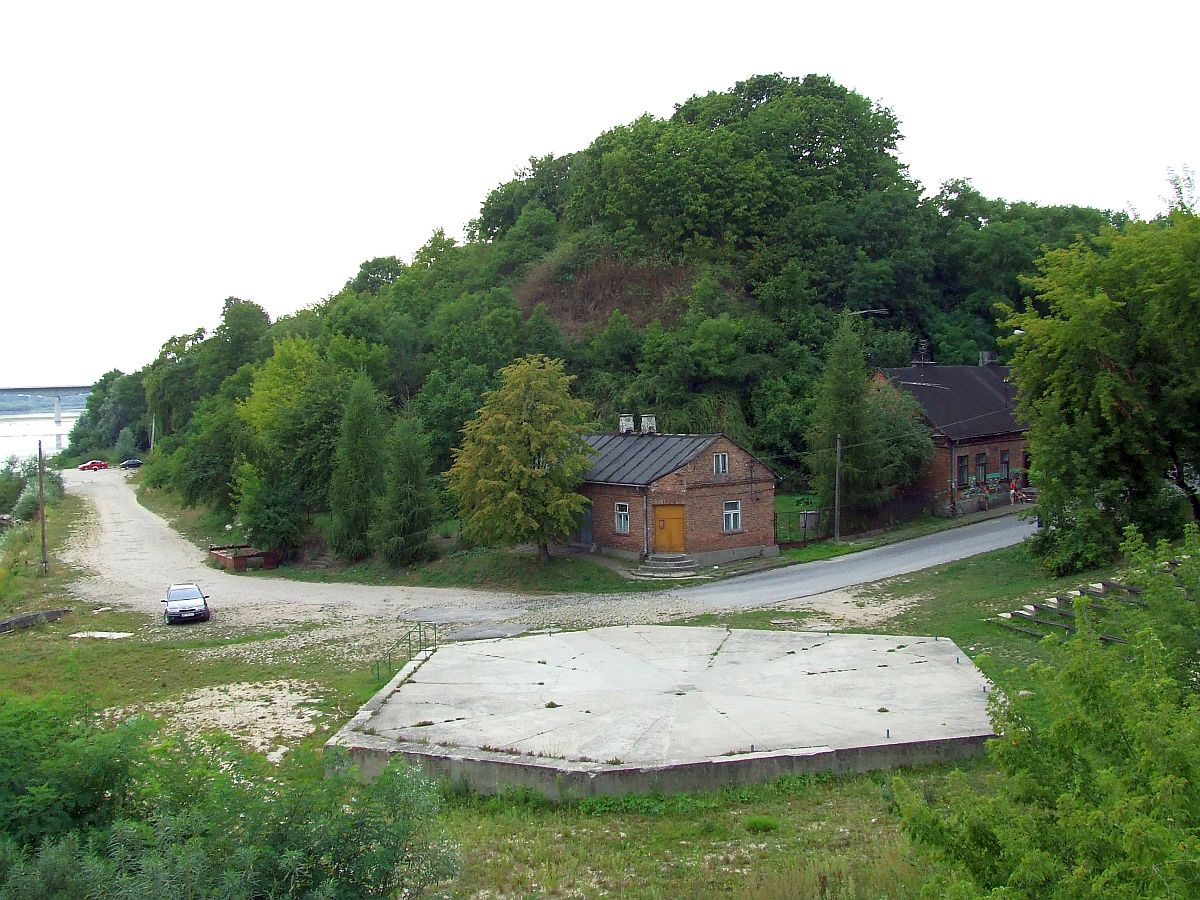
Góra Zamkowa

Jan Luksemburski, król czeski, przejmuje i nadaje jako lenno księciu płockiemu Wacławowi Płock, Wyszogród i Gostynin, 1329, Archiwum Główne Akt Dawnych

Wyszogród liczy sobie już prawie tysiąc lat i obok Płocka, Czerwińska nad Wisłą i Czerska należy do najstarszych miast nie tylko Mazowsza, ale i Polski.

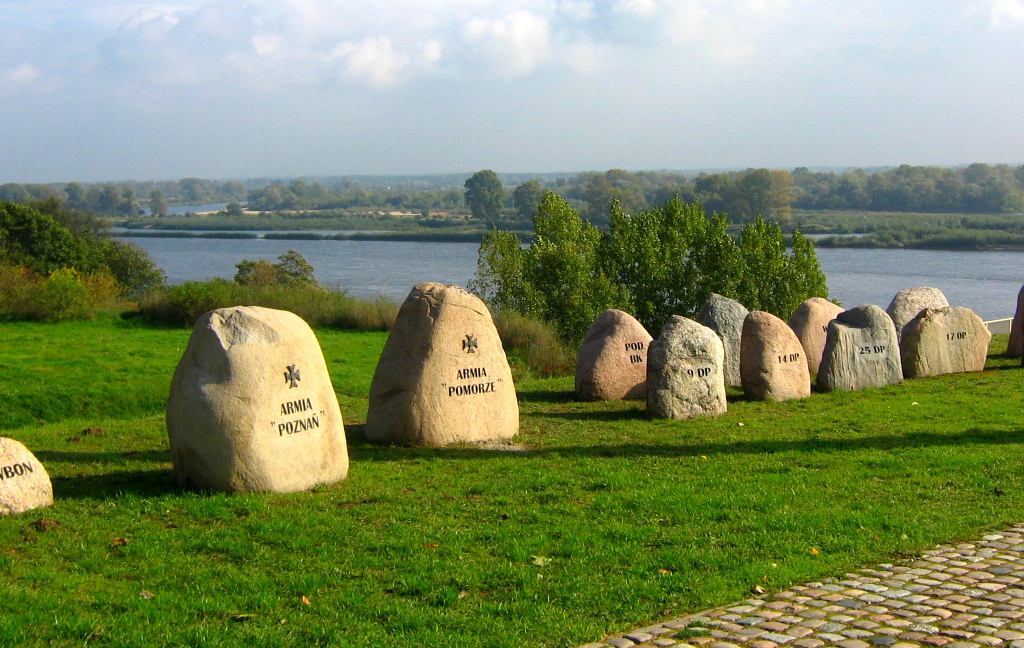
Pomnik bohaterów Bitwy nad Bzurą

W VIII wieku ważny ośrodek kultowy Słowian. Pierwsza pisana wzmianka o Wyszogrodzie datowana jest na 1065 rok. Z początkiem XIII w. Konrad I polecił wybudować tutaj zamek drewniany, który w późniejszym okresie został rozebrany, aby ustąpić zamkowi murowanemu postawionemu przez Kazimierza Wielkiego. Zamek ten zresztą w późniejszym czasie został długoletnią siedzibą starostów królewskich. Wyszogród już był sporą osadą, gdy w 1398 r. uzyskał prawa miejskie od Janusza I Starszego. Liczne przywileje królewskie towarzyszące prawom miejskim spowodowały znaczny rozwój i rozbudowę miasta. Wyszogród stał się znanym ośrodkiem handlowym, gdzie handlowano głównie suknem. Dzięki portowi handlowemu w mieście rozwijał się także handel zbożem, cukrem oraz wyrobami z drewna, mieszkańcy uprawiali winorośl i produkowali wino. Rozkwit przerwał potop szwedzki w latach 1655–1660, a całkowity upadek miasta nastąpił po wielkim pożarze, który strawił całe miasto. Wraz z drugim rozbiorem Polski Wyszogród trafił pod panowanie Prus, co utrudniało rozwój miasta. Stan ten uległ zmianie dopiero w XIX w. głównie dzięki rozwojowi handlu zbożem i budowie zakładów przemysłowych. Doprowadziło to do znacznego wzrostu zaludnienia, szczególnie w okresie międzywojennym. Wyszogród liczył w 1939 r. 6739 mieszkańców, najwięcej jak dotąd w historii miasta. Związane to było z planami rozwoju turystyki i planowanej rozbudowie usług turystycznych w mieście, związanej z ruchem turystycznym na trasie Warszawa – Żelazowa Wola – Czerwińsk nad Wisłą. II wojna światowa przyniosła duże straty dla miasta. Ludność żydowską, która stanowiła znaczną część mieszkańców, aresztowano, zamknięto w getcie, a następnie wywieziono do obozów zagłady i wymordowano. Po zakończeniu wojny nastąpiła odbudowa i rozbudowa miasta, które stało się lokalnym ośrodkiem handlowym i usługowym dla rolniczej okolicy.

### Kalendarium

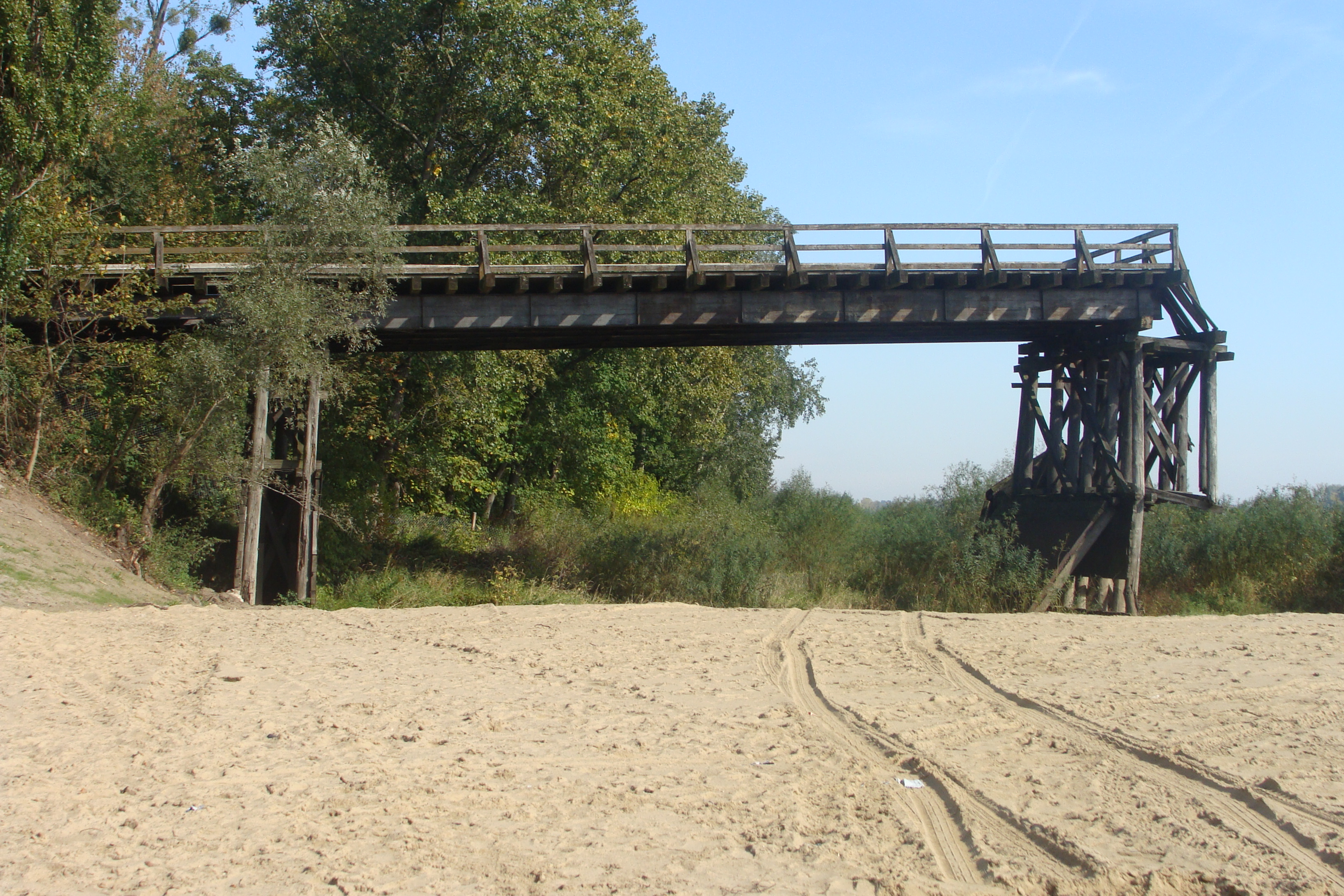
Fragment starego mostu w Wyszogrodzie

- XI–XIII w. – gród na Górze Zamkowej, kontrolujący przeprawę przez Wisłę oraz osada targowa
- 1065 – pierwsza wzmianka historyczna (falsyfikat mogileński)
- początek XIII w. – budowa nieistniejącego już dziś zamku przez Konrada I mazowieckiego, siedziba kasztelanii
- 1313 – zmarł tu książę płocki Bolesław II mazowiecki
- 1398 – otrzymanie praw miejskich
- od 1793 – Wyszogród znajdował się pod zaborem pruskim
- od 1807 – w Księstwie Warszawskim
- od 1815 – w Królestwie Polskim
- 1901 założenie ochotniczej straży pożarnej
- 1946 – budowa najdłuższego drewnianego mostu w Europie przez inż. Stefana Łukawskiego (zamknięty dla ruchu, a następnie rozebrany po oddaniu do użytku nowego mostu w 1999 r.)
- 1999 – oddanie do użytku nowego, stalowego mostu przez Wisłę i Bzurę

## Kultura i sport
Wyszogród jest lokalnym ośrodkiem kultury. W mieście działa Miejsko-Gminna Biblioteka Publiczna wraz z filią w Rębowie, istnieje oddział Towarzystwa Naukowego Płockiego, które dysponuje salą konferencyjną, organizuje sympozja, wystawy. Organizowane są imprezy masowe dla mieszkańców miasta i gminy, takie jak Dni Wisły, Biegi Nadwiślańskie, Memoriał im. Janusza Grzegorzewskiego. W 2006 roku zorganizowano na stadionie miejskim w Wyszogrodzie Dożynki Województwa Mazowieckiego, Powiatu Płockiego i Diecezji Płockiej. W mieście istnieje Ludowy Klub Sportowy „Stegny”. Wyszogród posiada stadion miejski, na którym rozgrywane są mecze miejscowego klubu oraz niedawno oddaną do użytku pełnowymiarową halę sportową.

## Edukacja
Sieć placówek oświatowych i wychowawczych w gminie i mieście Wyszogród tworzą:
- Zespół Szkół im. Jana Śniadeckiego w Wyszogrodzie
- Szkoła Podstawowa im. Krzysztofa Kamila Baczyńskiego w Wyszogrodzie
- Szkoła Podstawowa w Rębowie
- Szkoła Podstawowa im. F. Chopina w Kobylnikach
- Przedszkole Samorządowe w Wyszogrodzie
- Miejska i Gminna Biblioteka Publiczna w Wyszogrodzie oraz Filia w Rębowie.

## Rolnictwo
Gmina Wyszogród położona jest nad północnym brzegiem Wisły. Zajmuje powierzchnię 98 km², z czego 13,9 przypada na miasto, a 84,1 na 17 sołectw. Jest typową gminą rolniczą o powierzchni ogólnej 9793 ha, z czego użytki rolne zajmują 6100 ha, co stanowi 62,3% ogólnej powierzchni.
Z użytków rolnych, grunty orne zajmują powierzchnię 5900 ha, tj. 96,7% użytków rolnych, sady 102 ha, tj. 1,67%, łąki 98 ha, tj. 1,6%. W ogólnej powierzchni gminy znajdują się również lasy 700 ha, tj. 7,15%.
Przeważają gleby III i IV klasy, które stanowią łącznie 73% gleb. Średni wskaźnik bonitacji wynosi 0,99. Największą grupę stanowią gospodarstwa od 7 do 10 ha. Średni areał w ostatnich latach sukcesywnie rośnie i aktualnie wynosi 8,70 ha. Zachodzące zmiany struktury gospodarstw są istotnie zauważalne i postępują w kierunku prawidłowego ich funkcjonowania. W sektorze zasiewów dominują zboża, które stanowią 3732 ha gruntów, co stanowi 61,18% użytków rolnych.

## Gospodarka

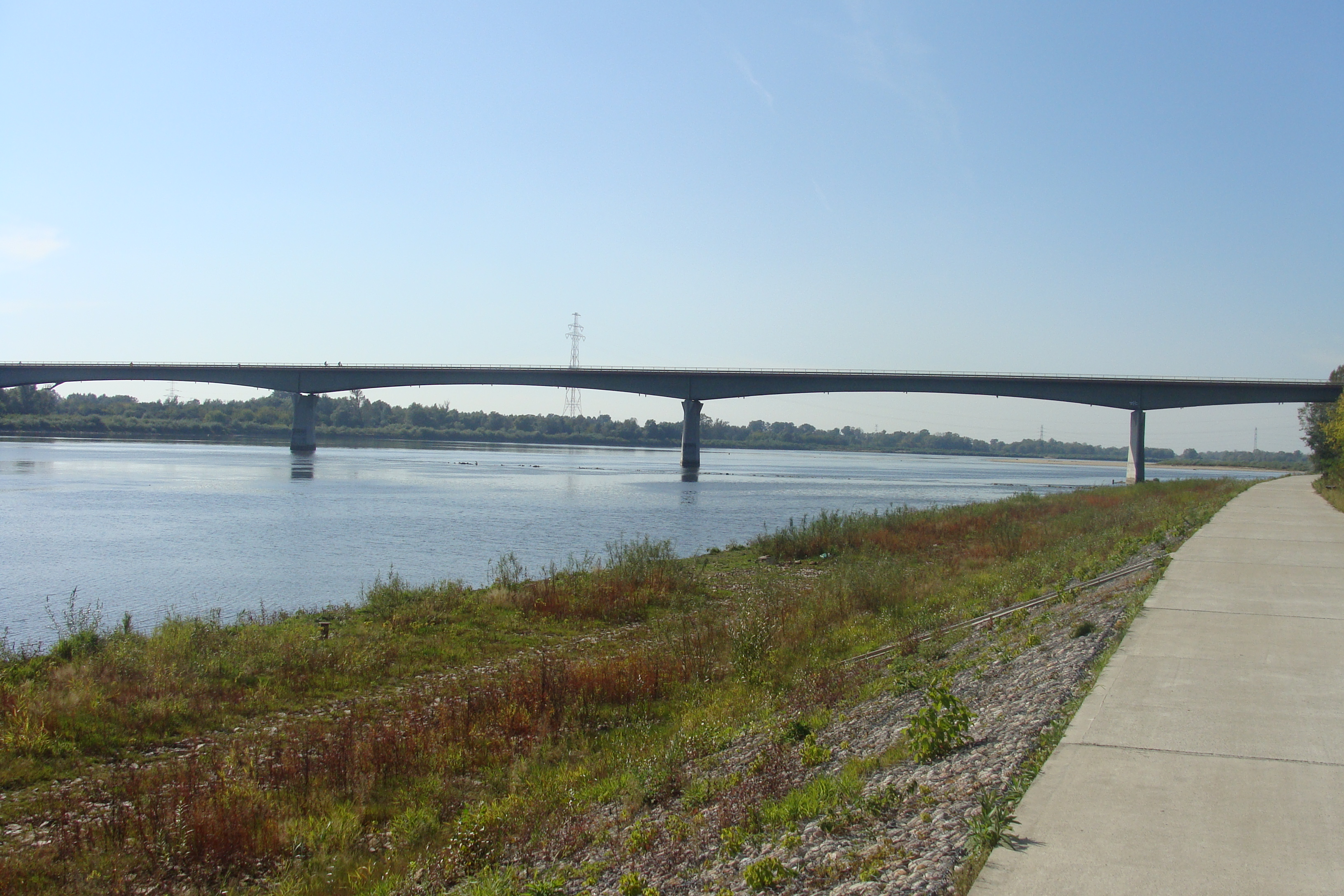
Nowy most w Wyszogrodzie

Wyszogród jest gminą typowo rolniczą. Brak tutaj jakiegokolwiek przemysłu, a mieszkańcy miasta trudnią się usługami, handlem czy rolnictwem. Kilka lat wstecz w Wyszogrodzie działała Okręgowa Spółdzielnia Mleczarska, która jednak nie przetrwała okresu transformacji i upadła. Ogółem w gminie działa ok. 250 podmiotów gospodarczych. Od niedawna działa firma „Vitesse sportswear”, która szyje ubrania dla kolarzy. Żegluga Śródlądowa, Kaltrus – owoce i warzywa, ośrodek zdrowia, stacja benzynowa, serwis „Bosch”, sklepy, punkty usługowe, dom towarowy, Dom Weselny „Zamkowa”. W mieście zlokalizowany jest Nadwiślański Bank Spółdzielczy, pogotowie ratunkowe. Niedawno w Towarzystwie Naukowym Płockim otworzono restaurację „W Towarzystwie”, którą po kilku miesiącach zamieniono na pizzerię.

## Demografia
- Piramida wieku mieszkańców Wyszogrodu w 2014 roku[3].

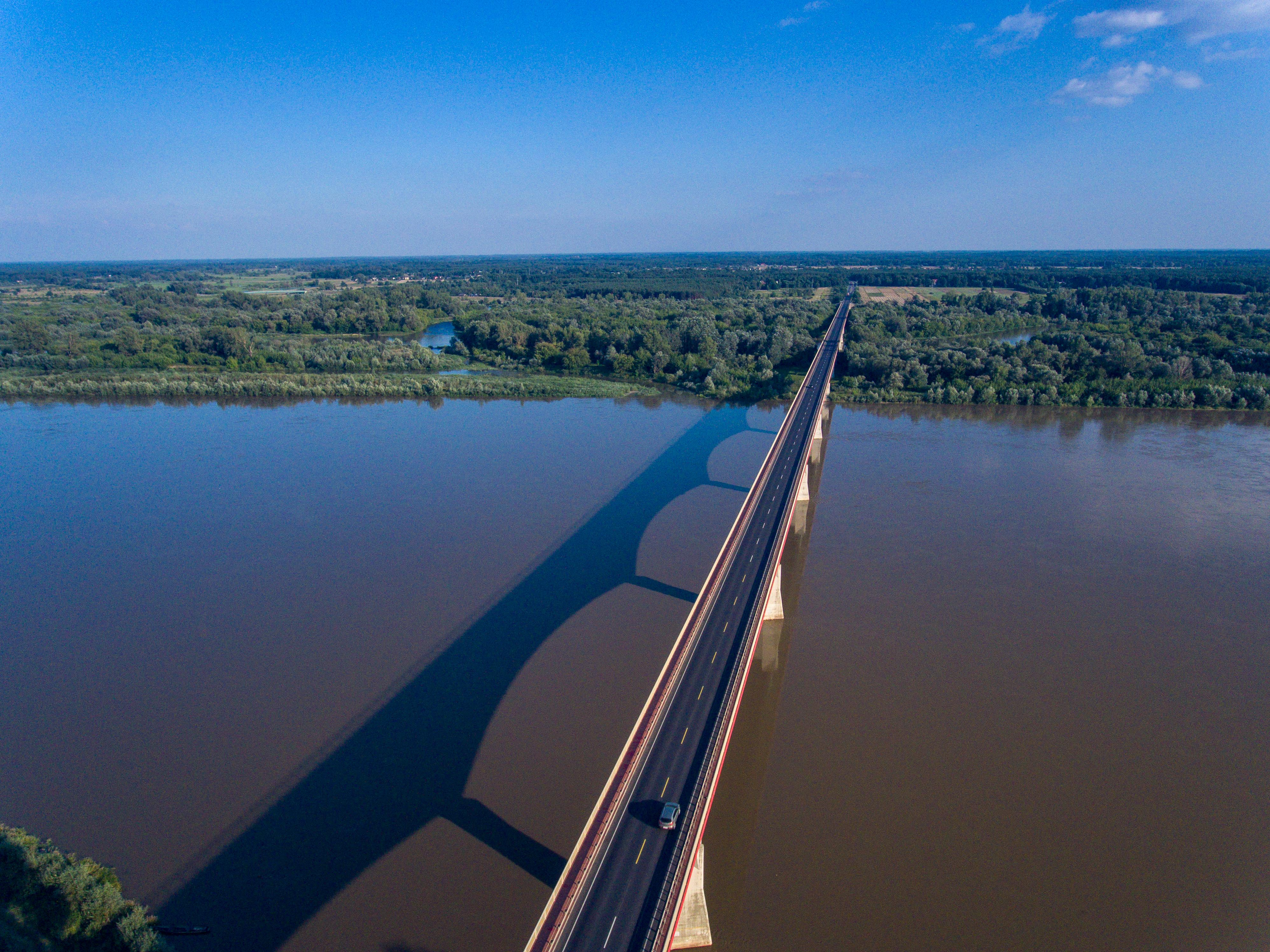
Nowy Most w Wyszogrodzie. Widok na południową stronę Wisły. Widok znad pomnika Bohaterów Bitwy nad Bzurą.

## Zabytki

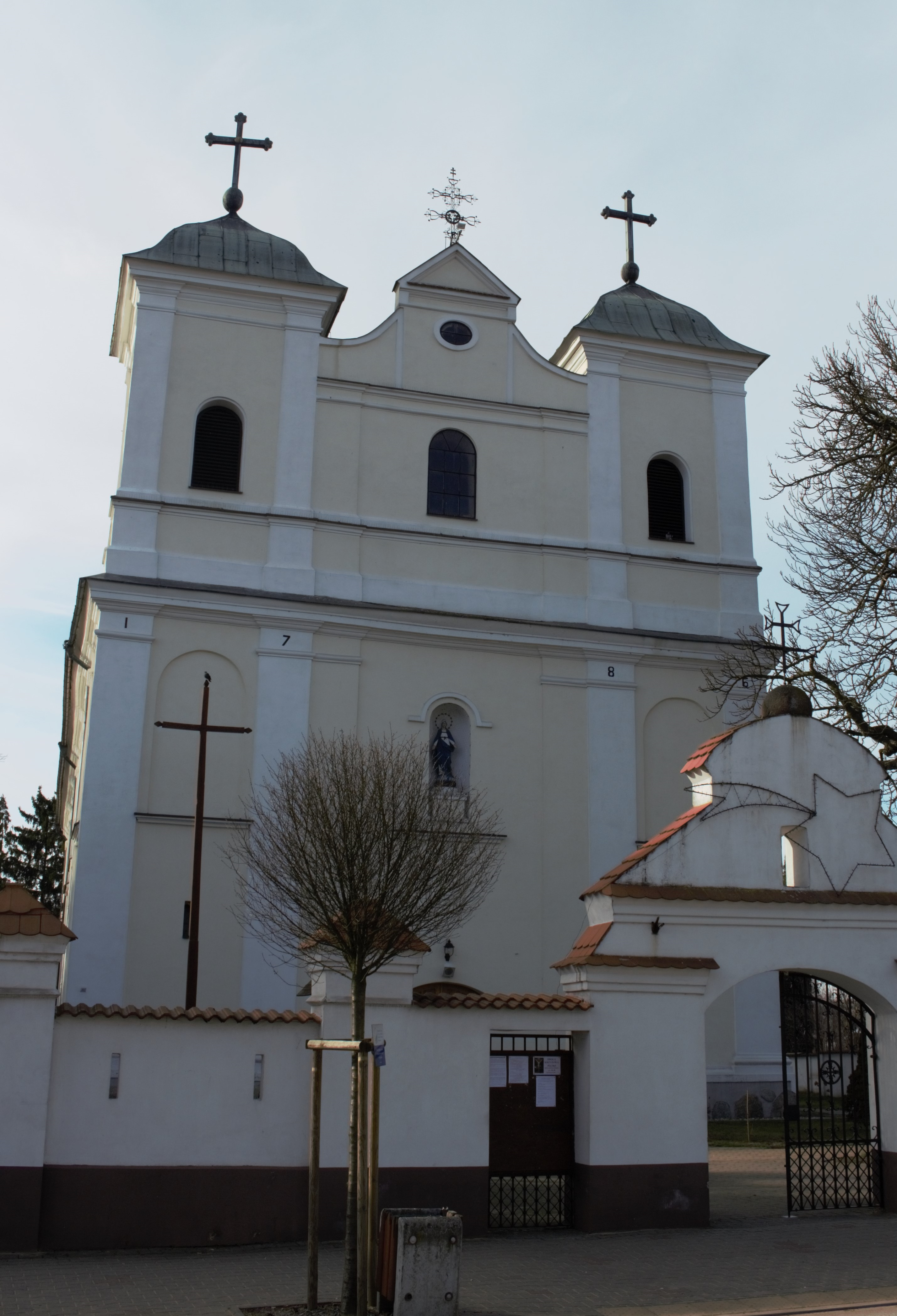
Kościół Świętej Trójcy

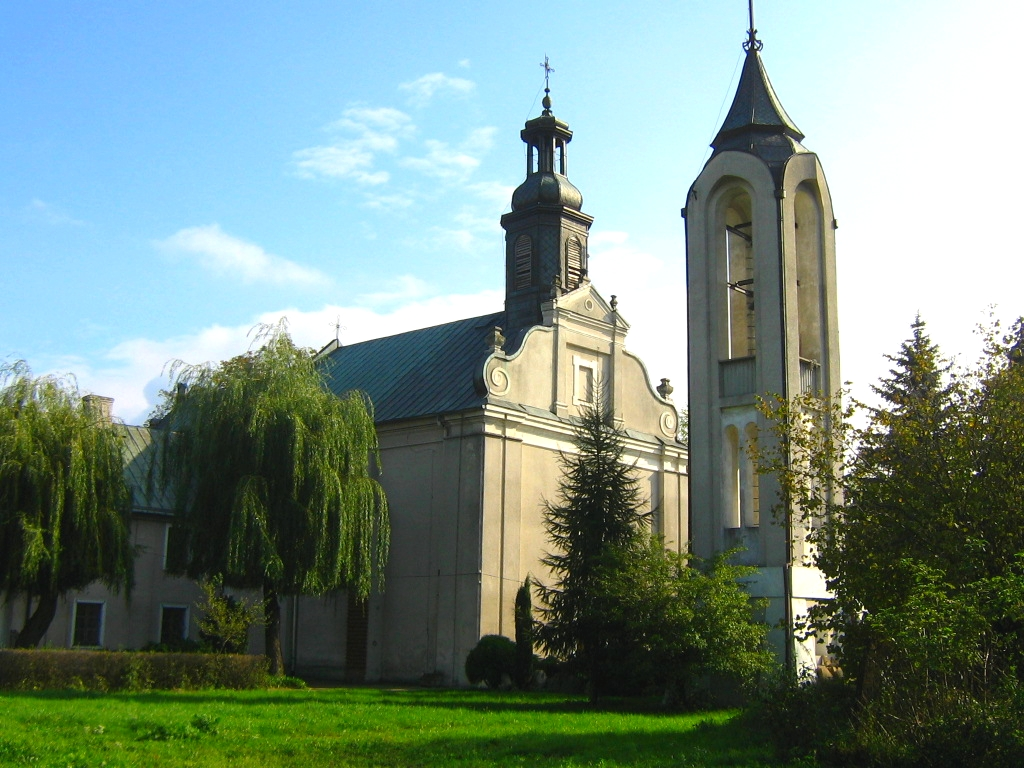
Kościół Matki Bożej Anielskiej

- Kościół Świętej Trójcy – został wybudowany w XVIII w. przez architekta pomorskiego Samuela Fischera. Kościół zbudowany jest w stylu późnobarokowym, a fasadę kościoła wieńczą dwie smukłe wieże. We wnętrzu na uwagę zasługuje neobarokowy ołtarz z drugiej połowy XIX w.
- Kościół Matki Boskiej Anielskiej – kościół Franciszkanów został oddany do użytku na początku XV w. W XVII w. uległ rozbudowie i przebudowie. W latach 1808–1945 był kościołem luterańskim. Zbudowany w stylu barokowym, posiada zabytkowy ołtarz, nawy, późnogotyckie prezbiterium. Ołtarz główny posiada ciekawą rzeźbę pelikana, który karmi młode.
- Mosty na Wiśle:
  - stary – drewniany most na Wiśle do niedawna był najdłuższą tego typu konstrukcją w Europie. Konstrukcja posiadała 60 przęseł i aż 1285 metrów długości. Wybudowali go Niemcy (rękami jeńców wojennych) w 1916 r. z drewna pochodzącego z Puszczy Kampinoskiej. Wysadzony w powietrze przez polskich saperów w 1939 r., a w 1945 r. przez wycofujących się Niemców. Zmodernizowany w latach 60. XX w. Niestety ciągle naprawiany i uszkadzany most pochłaniał olbrzymie koszty utrzymania i eksploatacji. W 1999 r. postanowiono ostatecznie rozebrać drewnianą konstrukcję, a dla pamięci o nim pozostawiono na prawym brzegu Wisły przyczółek mostu stanowiący taras widokowy (rozebrany w maju 2013 roku).
  - nowy most w Wyszogrodzie – wskutek ciągłego uszkadzania starego, drewnianego mostu na Wiśle przez kry czy wezbrane wody rzeki, podjęto decyzję o budowie nowej przeprawy mostowej. Pomysł wybudowania nowego mostu poparty był również tym, iż drewniany most miał ograniczoną nośność, ciężkie samochody ciężarowe nie mogły po nim przejeżdżać. W 1999 r. most został oddany do użytku, a stary został prawie całkowicie rozebrany.
- układ przestrzenny Wyszogrodu z Rynkiem i uliczkami z niego wychodzącymi
- ratusz – siedziba Urzędu Miasta i Gminy
- pomnik poświęcony Bohaterom Bitwy nad Bzurą
- barokowy budynek klasztorny z 1684 r.
- domy z XVIII i XIX w.
- stanowisko archeologiczne – wczesnośredniowieczne, stożkowate grodzisko zwane Górą Zamkową, w tym miejscu w średniowieczu wzniesiono zamek w Wyszogrodzie
- cmentarz żydowski z XIX w.
- grodzisko z VII–XI w. otoczone wysokim wałem zniszczonym od strony rzeki, położone na zachód od centrum miasta, przy granicy z wsią Drwały, na cyplu na krawędzi wysokiego brzegu Wisły.

## Religia
Kościół katolicki
- parafia Świętej Trójcy

Świadkowie Jehowy
- zbór Wyszogród[13].

## Burmistrzowie Wyszogrodu
- Henryk Klusiewicz (2002-2010)
- Mariusz Bieniek (2010-2014)
- Jan Boszko (2014-2018)
- Iwona Gortat (od 2018)